# Сновское (Черниговская область)
Сно́вское (укр. Сновське) — село в Сновском районе Черниговской области Украины. Население 652 человека. Занимает площадь 0,321 км².
Код КОАТУУ: 7425886501. Почтовый индекс: 15206. Телефонный код: +380 4654.
Сновское (до 1962 г.— Бреч) — село, центр сельского Совета, расположено в 4 км от районного центра и железнодорожной станции Сновск. Население — 1040 человек. Сельсовету подчинены села Михайловна, Носовка.
На территории Сновского размещена центральная усадьба колхоза им. Карла Маркса, за которым закреплено 6730 га сельскохозяйственных угодий, в т. ч. 3391 га пахотной земли. Хозяйство специализируется на выращивании зерна, картофеля, льна. Развито мясо-молочное животноводство. Имеются кирпичный завод, лесопилка, мельница. 62 жителя села за успехи в труде награждены орденами и медалями СССР, в т. ч. орденом Трудового Красного Знамени — заведующий участком механизации № 1 И. М. Пинчук, заведующий фермой Л. Ф. Горбатович, животновод И. П. Павленко, механизатор А. С. Клищенко.
В Сновском есть восьмилетняя школа, где 12 учителей обучают 185 учеников, дом культуры с залом на 250 мест, библиотека отличной работы с фондом 10 тыс. книг, фельдшерско-акушерский пункт, детский сад на 54 места, отделение связи, магазин, комплексный приемный пункт райбыткомбината.
Партийная организация (создана в 1930 г.) объединяет 64 коммуниста, комсомольская (образована в 1920 г.) — 53 члена ВЛКСМ.
Село впервые упоминается в 1858 г.
Советская власть установлена в январе 1918 г. В Великой Отечественной войне принимали участие 348 жителей, 140 из них удостоены правительственных наград, 246 — погибли. В период временной гитлеровской оккупации Сновское было партизанским селом. В честь воинов — освободителей села и воинов-односельчан, погибших за свободу Родины, установлен обелиск Славы. На братской могиле советских воинов, павших при обороне села в 1941 г., открыт памятник.

## Власть
Орган местного самоуправления — Сновский сельский совет. Почтовый адрес: 15204, Черниговская обл., Сновский р-н, с. Сновское, ул. 30-летия Победы, 6.